# 穴原温泉
穴原温泉（あなばらおんせん）は、福島県福島市飯坂町湯野（旧国：陸奥国、明治以降は岩代国）にある温泉。
飯坂温泉郷の一つとして扱われることが多い。もう一つ、奥飯坂温泉という名称がある。

## 概要
飯坂温泉街を摺上川沿いに、2キロ上流に入った場所に温泉地が広がる。温泉地の景色は季節によって、変化が楽しめる。
旅館6軒と共同浴場「天王寺穴原湯」が1軒存在する。同じ飯坂温泉といっても、歓楽的要素はなく、閑静な温泉地となっている。
従来の飯坂温泉とは、源泉が異なっている。

## 泉質
- 単純温泉

## 歴史
飯坂温泉の一部でもあるため、古くは「鯖湖の湯」と呼ばれた。伝説によると、日本武尊の東征にまで遡るといわれ、この地で湯治したといういわれが残る。また、俵藤太（藤原秀郷の幼名）が大百足を退治した際に、帰り血で汚れた衣服を泉の水で洗ったところ、その水が温泉に変わったとする開湯伝説も残る。
西行法師もこの湯を訪れ、ここで「あかずして 別れし人のすむ里は 左波子（さばこ）の見ゆる 山の彼方か」と読み、そこから「鯖湖の湯」という名が定着した。源泉は至る所に点在し、農民、庶民などに重宝されている。
そのため、既に江戸時代から創業している旅館が多い。

## 交通
- 鉄道 : 福島駅（JR東日本：東北新幹線・山形新幹線・東北本線・奥羽本線、阿武隈急行：阿武隈急行線、福島交通：飯坂線）から福島交通飯坂線に乗り、飯坂温泉駅下車。飯坂温泉駅からタクシーで5分。
- 車 : 東北自動車道・福島飯坂インターチェンジから国道13号・福島県道3号福島飯坂線経由で15分。